# Бруньетти, Ивано
Ива́но Брунье́тти (итал. Ivano Brugnetti; 1 сентября 1976, Милан) — итальянский легкоатлет, специализирующийся в спортивной ходьбе. Олимпийский чемпион, чемпион мира.

## Карьера
На своём первом карьере чемпионате мира, который в 1999 году прошел в Севилье, Бруньетти прошел дистанцию 50 километров за 3:47:54	и стал вторым, уступив только российскому скороходу Герману Скурыгину. Но через два года в допинг-пробе удмуртского спортсмена был обнаружен запрещённый препарат, он был дисквалифицирован, а звание чемпиона мира перешло к Бруньетти.
В 2000 году на Олимпиаде итальянец выступал на дистанции 50 км, но не смог добраться до финиша. Через четыре года, на Играх в Афинах, Бруньетти стал сильнейшим на дистанции 20 км, выиграв на финише пять секунд у испанского спортсмена Франсиско Хавьера Фернандеса.
В Пекине на той же дистанции Бруньетти не смог защитить своё чемпионское звание на дистанции 20 километров. На финише он стал пятым, уступив новому чемпиону Валерию Борчину чуть меньше минуты.
На домашних для себя Средиземноморских играх 2009 года Бруньетти стал победителем на дистанции 20 км.